# Château de Lombers
Le château de Lombers est un ancien château-fort situé à Lombers, dans le Tarn (France).
Mentionné dès le XIe siècle, c'était une puissante forteresse quadrangulaire. Il a eu de nombreux propriétaires durant son histoire, qui se retrouve intimement liée à la croisade des albigeois et aux guerres de Religion. Le château de Lombers est néanmoins rasé sur ordre de Richelieu en 1633.

## Historique

### Origine
Depuis la période Gallo-romaine, on trouve une imposante forteresse surplombant Lombers, depuis le sommet du Pic.

### LeXIesiècle

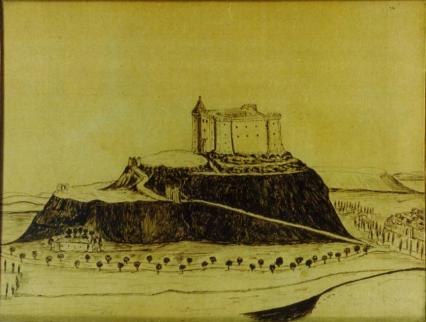
Vue du puissant château sur son pic

En 1032, le château-fort de Lombers est attesté pour la première fois, treize ans avant la cité elle-même (1045). En 1062, le seigneur de Lombers fonde l'abbaye de la Salvetat. A la fin du XIe siècle, La famille d'Adhémar possède la seigneurie. C'est ainsi qu'en 1095, Guillaume-Hugues d'Adhémar participe à la Première croisade en Terre Sainte (il est présent à la prise de Jérusalem).
En 1156, c'est la famille de Boissezon qui est en possession de la seigneurie et du château. Le seigneur est alors Bernard de Boissezon. A la fin du XIIe siècle, Raimon de Miraval chante Azalaïs de Boissezon, seigneuresse de Lombers, qui reçoit ensuite la visite du roi Pierre II d'Aragon.

### L'époque du catharisme
Dès le XIe siècle, de très nombreux habitants de Lombers se convertissent au catharisme. Le suzerain de Bernard de Boissezon est alors Sicard V de Lautrec, vicomte de Lautrec, qui ne s'oppose pas à cette conversion de masse. Sicard V accueille donc le fameux concile de Lombers au château, en 1165.
Lors de la croisade des albigeois, la ville se soumet quelque temps à Simon de Montfort, chef croisé, mais rompt ensuite le traité. Finalement un an plus tard, la ville est vaincue par ce même Simon, qui place Lambert de Thuray à la tête de la seigneurie.
En 1224, les habitants se rebellent à nouveau contre le pouvoir royal, en rejoignant le vicomte Raimond II Trencavel, mais sont définitivement vaincu et rattaché à la seigneurie puis comté de Castres. Simon de Montfort fait don de la baronnie de Lombers à Lambert de Thury, qui devient donc le vassal du nouveau seigneur de Castres, Guy de Montfort.

### Conflit entre Montfort et Comminges
A la mort de Lambert de Thury, son fils hérite de Lombers mais décède bientôt. C'est alors la veuve de Lambert, Briende de Beynes ou de Montheil-Adhémar, qui récupère la baronnie et la transmet à son nouvel époux, le suzerain des lieux, Guy de Montfort. De leur union naît par ailleurs Guy II de Montfort (? - 1254) qui devient baron de Lombers mais meurt sans descendants. C'est alors son oncle Lambert de Montheil-Adhémar qui s'empare de Lombers, aux dépens du demi-frère de Guy II, Philippe de Montfort-Castres, seigneur de Castres né de la première union de Guy de Montfort avec Helvis d'Ibelin. Lambert est confirmé baron de Lombers par la régente Blanche de Castille, puis par Louis IX à Beaucaire en 1259.
En 1272, le roi Philippe III visite la région et séjourne une semaine entière au château de Lombers.
Le fils aîné de Lambert, Hugues de Montheil-Adhémar, hérite du château mais n'a qu'une fille unique, Marguerite. Afin de récupérer la seigneurie perdue par son grand-père, Éléonore de Montfort, seigneuresse de Castres mariée au comte Jean V de Vendôme essaie de marier un de ses fils cette dernière. Mais c'est finalement Guy de Comminges, seigneur du bas-albigeois (Giroussens, ) et neveu d'Eléonore, qui épouse Marguerite en 1307, devenant par le même coup baron de Lombers. La mésentente tourne au conflit armé entre Eléonore d'une part et Guy accompagné de ses frères (dont le comte Bernard VIII de Comminges) et des vicomtes de Lautrec Sicard IX et Amalric III. De nombreux crimes sont commis, à l'encontre même d'officiers royaux, et la guerre ne se termine qu'en 1332 par un traité délimitant les terres de chacun.
A la mort de Guy de Comminges en 1365, Lombers échoie à sa sœur Aliénor de Comminges, mère du célèbre Gaston Phébus, puis passe aux mains de la famille de Bourbon C'est ainsi qu'on trouve le roi de Naples Jacques II de Bourbon comme baron de Lombers en 1411.

### Le protestantisme
La ville, convertie au protestantisme dès 1550, occupe une place centrale dans la région, lors des guerres de Religion du XVIe siècle. Ainsi, la ville passe alternativement à l'un et l'autre des camps (catholique et protestant), et il arrive même que le château soit entre les mains de l'un, tandis que la cité appartient aux autres.
En 1592, on trouve un nouveau seigneur à Lombers, un certain Isaac de Gâches. Il mène les premières réparations sur le château, qui sort de trente ans de batailles. Il vend ensuite sa propriété à la femme du vicomte de Panat (Anne de Lévy), qui va ruiner la région par des dépenses faramineuses en seulement quelques années. En 1617, c'est Louis de Lescure qui hérite de la baronnie, et fait à nouveau réparer la forteresse.
Durant les rébellions huguenotes, la ville est détruite par le capitaine catholique César de Vendôme et ses 7000 hommes, après un siège démarré le 24 juillet 1622 et gagné le 31 juillet.
Le château est ensuite rasé en 1633, sur ordre du cardinal Richelieu, afin d'éviter une nouvelle révolte. Louis de Lescure consent à cette perte contre 22 000 livres de rente. La destruction dure du 1er janvier au 14 juillet 1633.
Une croix monumentale marque aujourd'hui l'endroit, en haut du pic.

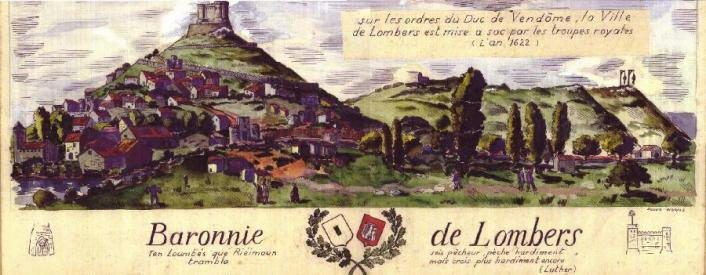
1622, prise de Lescure et du château par le duc de Vendôme